# Culhwch y Olwen
Culhwch y Olwen (galés: Culhwch ac Olwen) es un cuento galés que sobrevive en dos antiguos manuscritos sobre un héroe conectado con el Rey Arturo y sus caballeros: una versión completa está en el Libro Rojo de Hergest, ca. 1400, y un fragmento en el Libro Blanco de Rhydderch, ca. 1325. Es el más largo de los cuentos de prosa galeses supervivientes. La evidencia lingüística asegura que tomó su forma actual en el siglo XI, convirtiéndolo en el cuento artúrico más antiguo y los más tempranos textos de prosa en gales. El título es una invención más tardía.
Lady Charlotte Guest incluyó este cuento entre su antología titulada Mabinogion.

## Sinopsis
El padre de Culhwch es el rey Cilydd hijo de Celyddon, que pierde a su mujer Goleuddydd después de un parto difícil. Cuándo crece, el joven Culhwch rehúsa el intento de su madrastra de casarle con su hermanastra. Ofendida, la reina lanza una maldición de modo que el mozalbete no pueda casarse con nadie más que con Olwen, hija del gigante Ysbaddaden Pencawr. Aunque nunca la ha visto, Culhwch se obsesiona con ella, pero su padre le advierte que nunca la encorará sin la ayuda de su primo Arturo. El joven le busca inmediatamente y le encuentra en su sede de Celliwig en Cornualles; este es uno de los casos más tempranos en literatura o tradición oral que apunta ser la original y auténtica sede de Arturo en vez de la más famosa Camelot o Caerleon.

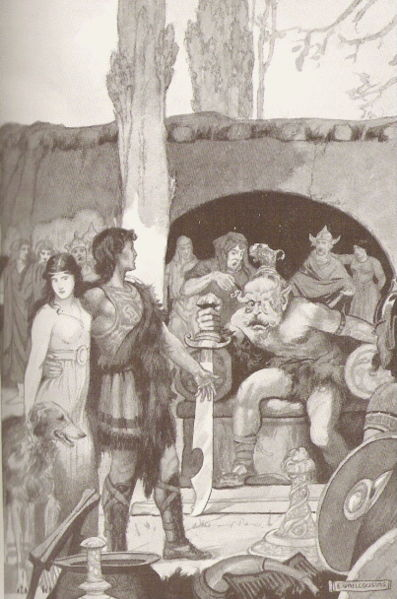
Culhwch y el gigante Ysbadadden. Imagen por E. Wallcousins En "Leyendas y Mitos & Celtas", Charles Squire, 1920

Arturo acepta prestarle ayuda y envía no solo a seis de sus mejores guerreros (Cai, Bedwyr, Gwalchmei, Gwrhyr Gwalstawd Ieithoedd, Menw hijo de Tairgwaedd y Cynddylig Gyfarwydd), sino también a una inmensa lista de personajes de diversas habilidades (incluyendo a Gwynn ap Nudd) para acompañar a Culhwch en su búsqueda de Olwen. El grupo encuentra a unos paisanos que conocen a Olwen y les montan una cita. Olwen y Culhwch se conocen y se gustan, pero ella no se casará sin el consentimiento de su padre, quien no está dispuesto a dejar escapar a su hija y encomienda a Culhwch cuarenta misiones imposibles. Afortunadamente para Culhwch, solo se cuentan unas pocas de estas misiones antes de que el gigante sea asesinado, dejando a Olwen libertad para casarse.
La historia es la típica del folclore, en la que un héroe joven pretende la mano de la hija de un gigante, muchos de los detalles son comunes a otras leyendas (el nacimiento extraño, la madrastra celosa, el héroe que cae enamorado con una desconocida después de oír sólo su nombre, etc.). Aun así, Culhwch Y Olwen es mucho más que un simple cuento.
De hecho, la mayoría de sus páginas las ocupan dos largas listas sobre las aventuras del Rey Arturo y sus hombres. La primera lista se enumera cuando Arturo da la bienvenida a su joven primo. Culhwch, le pide ayuda para conseguir a Olwen, e invoca a doscientos de los hombres, mujeres, perros, caballos y espadas en el reino de Arthur. Los nombres de la lista están tomados de leyendas irlandesas, hagiografía, y a veces de la historia real.
La segunda lista incluye las tareas que Culhwch tiene que completar antes de que Ysbaddaden le de la mano de Olwen. Sólo una fracción es relatada, pero lo revelado, es de gran importancia. Una versión del episodio más largo, cazar al jabalí Twrch Trwyth, es citada en Historia Brittonum y también pueda ser relacionado con las historias irlandesas de Diarmuid Ua Duibhne. El rescate de Mabon ap Modron de su prisión acuática tiene numerosos paralelismos con la leyenda Celta de la búsqueda del Cauldron de Diwrnach el Irlandés. También puede ser relacionado con los cuentos de Bran el Bendito del Mabinogion.[cita requerida]

## Influencia cultural
Los escritores Tom Shippey y David Day han señalado las semejanzas entre "El Cuento de Beren y Lúthien", uno de las principales historias que J. R. R. Tolkien narra en El Silmarillion, y Culhwch y Olwen.

## Adaptaciones
El poeta y pintor británico David Jones (1895-1974) escribió un poema llamado "La Caza" basado en el cuento de Culwhch y Olwen.
En 1988 Gwyn Thomas publicó una recreación de Culhwch y Olwen, ilustrada por Margaret Jones que ganó el premio Tir na n-Og de no ficción en 1989.
El cuento de Culhwch y Olwen estuvo adaptado por Derek Webb para ser representado en la reapertura del Narberth Castle en Pembrokeshire en 2005.
Una versión de la historia inspiró a la cantante Heather Dale para su canción llamada "Culwych y Olwen".